# Lorenz Wachinger
Lorenz Wachinger (* 1936) ist ein deutscher römisch-katholischer Theologe, Psychologe, Psychotherapeut, Paarberater und Autor.

## Leben
Lorenz Wachinger wurde 1961 zum Priester geweiht. Nach einem Studium der Philosophie und Theologie München mit dem Abschluss Diplom wurde er 1968 in Fundamentaltheologie bei Heinrich Fries zum Doktor der Theologie promoviert. 1970 heiratete er. Ein Psychologiestudium schloss er 1975 als Diplompsychologe ab und absolvierte eine Ausbildung in Paarberatung.
Lorenz Wachinger gab lange die Reihe Leben Lernen des Pfeiffer-Verlags mit heraus, die viele Basistexte der Psychologie zugänglich machte.
Er war als Paarberater und in der Fortbildung von Seelsorgern tätig und publizierte zu Themen der Theologie, Psychologie und Spiritualität.

## Schriften

### Publikationen in Buchform
- Der Glaubensbegriff Martin Bubers (= Beiträge zur ökumenischen Theologie. Band 4). Dissertation. Universität München 1968. München 1970.
- Erinnern und erzählen. Reden von Gott aus Erfahrung (= reihe spielraum. Nummer 21). München 1974, ISBN 3-7904-0142-0.
- mit Willehad Paul, Hermann Levin Goldschmidt: Martin Bubers Ringen um Wirklichkeit. Konfrontation mit Juden, Christen und Sigmund Freud. Stuttgart 1977, ISBN 3-460-31561-X.
- (Hrsg.): Joseph Bernhart. Leben und Werk in Selbstzeugnissen. Weißenhorn 1981.
- (Herausgeber), Joseph Bernhart (Autor), Arthur Maximilian Miller (Autor), Schwäbische Porträts, A. H. Konrad, Weißenhorn 1984, ISBN 978-3-87437-219-0.
- Ehe. Einander lieben – einander lassen. München 1986 (Reihe Evangelium konkret). 2. Auflage unter dem Titel Einander lieben – einander lassen. ISBN 3-466-25124-9.
- Mit allen Sinnen glauben. Vom Erzählen zum Meditieren. München 1986, ISBN 3-7698-0556-9, Blindenschriftausgabe, Paderborn 1991.
- Gespräche über Schuld. Die Sprache der Versöhnung suchen. Mainz 1988, ISBN 3-7867-1383-9 (= Topos-Taschenbücher, Band 186).
- Paare begleiten. Mainz 1989, ISBN 3-7867-1435-5  (= Heilende Seelsorge).
- Wie Wunden heilen. Sanfte Wege der Psychotherapie (= Herder-Spektrum. Band 4009). Freiburg im Breisgau, Basel, Wien 1991, ISBN 3-451-04009-3, Blindenschriftausgabe Paderborn, 1991, 2 Teile.
- Einander lieben – einander lassen. Über Ehe und Partnerschaft. 2., wesentlich veränd. Neuaufl. München 1992, ISBN 3-466-20364-3.
- In Konflikten nicht verstummen. Wie Paare wieder reden lernen. Düsseldorf 1993, ISBN 3-491-72303-5.
- (Hrsg.): Auf die Stimme hören. Ein Lesebuch. München 1993, ISBN 3-466-20374-0 (Lizenz des Verlags Schneider, Gerlingen).
- Geschiedene begleiten. Mainz 1995, ISBN 3-7867-1851-2 (= Begleiten – beraten – heilen).
- mit Thomas Auchter, Josef Fuchs: Theologie und Psychologie im Dialog über die Schuld, Theologie und Psychologie im Dialog über die Schuld Hrsg. Michael Schlagheck. Paderborn 1996, ISBN 3-87088-919-5 (= Schriftenreihe der Katholischen Akademie Die Wolfsburg, Mülheim, Ruhr).
- (Autor),  Barbara Wachinger (Hrsg.), Felix Billeter (Hrsg.). Jürgen Werbick (Nachwort). Erinnern – Erzählen – Deuten. Zwischen Psychotherapie, Literatur und Theologie., Mainz 2002, ISBN 3-7867-2405-9.
- An dir, Du, berge ich mich. Worte, Schreie und Gebete aus den Psalmtexten von Martin Buber. Stuttgart 2010, ISBN 978-3-460-32089-5.

### Beiträge in Sammelwerken
- Wie in Psychotherapie und Beratung Seelsorge geschieht, in: Isidor Baumgartner (Hrsg.): Handbuch der Pastoralpsychologie. Regensburg 1990, S. 106–120.
- Zwischen Kirche und Kultur. Der Theologe und Schriftsteller Joseph Bernhart (1881–1969). In: Manfred Weitlauff, Thomas Groll (Hrsg.): Joseph Bernhart, Zeit-Deutungen. Schriften, Beiträge und bislang unveröffentlichte Vorträge zu Problemen der Politik und Kultur aus den Jahren 1918–1962. Weißenhorn 2007.
- mit Wili Kneißl, Werner J. Schmidt, Weit feit´s sagn d´Leit, d´Leit wissn an Dreck, es feit net so weit. Altbairische Sprichwörter, Redensarten und Wetterregeln, in: Historischer Verein für den Landkreis Ebersberg e.V. (Hrsg.),  Land um den Ebersberger Forst. Beiträge zur Geschichte und Kultur(= Jahrbuch des Historischen Vereins für den Landkreis Ebersberg e.V., Band 20, 2017), Verlag Lutz Garnies, Haar 2018, ISBN 978-3-926163-96-7, S. 176–183. online verfügbar.

### Lexikaartikel
- mit Barbara Wachinger: Artikel Zärtlichkeit. In: Anneliese Lissner, Rita Süssmuth, K. Walter (Hrsg.): Frauenlexikon. Traditionen, Fakten, Perspektiven. Freiburg im Breisgau, Basel, Wien 1988, ISBN 3-451-20977-2, S. 1183–1188 (= Reihe Frauenforum).
- mit Barbara Wachinger: Artikel Ehe und Familie. In: Peter Eicher (Hrsg.): Neues Handbuch theologischer Grundbegriffe. Band 1. 1991, S. 321ff.

### Zeitschriftenartikel
- Buber und Freud. Ihre Deutung der Mose-Überlieferung. In: Stimmen der Zeit, 196. Band, 1978, Heft 11, S. 754–762.
- Vergessene Themen der Theologie. Leben und Werk Joseph Bernharts. In: Stimmen der Zeit. 197. Band, 1979, Heft 7, S. 478–488.
- Angst und Glaube. In: Stimmen der Zeit. 198. Band, 1980, Heft 3, S. 203–205.
- Dichtung und Traum im Werk des Konrad Weiss (1880–1940). In: Stimmen der Zeit. 198. Band, 1980, Heft 6, S. 395–404.
- Konfliktfeld Ehe und christliche Ethik. In: Stimmen der Zeit. 199. Band, 1981, Heft 10, S. 715–717.
- Die christliche Ehe und Familie. Ihre Chancen und Probleme heute. In: Stimmen der Zeit. 203. Band, 1985, Heft 3, S. 170–180.
- Gegen eine seelenlose Theologie und gegen eine gottlose Psychologie. In: Stimmen der Zeit. 203. Band, 1985, Heft 11, S. 783–785.
- Exegese, Glaube, Tiefenpsychologie. Zu Eugen Drewermanns „Tiefenpsychologie und Exegese“. In: Stimmen der Zeit. 205. Band, 1987, Heft 10, S. 701–712.
- Bilder von Erlösung. Zu Eugen Drewermanns „Markusevangelium“. In: Stimmen der Zeit. 208. Band, 1990, Heft 4, S. 279–281.
- mit Barbara Wachinger: Gewissensentscheidung aus psychologischer Sicht. In: Diakonia. 1994, S. 294–301.
- Meine Geschichte mit Mose. Wege zu einer biblischen Gestalt (1). In: Christ in der Gegenwart. 52. Jahrgang, 2000, S. 37f.
- Ikone des Lebens. Wege zur biblischen Mose-Gestalt (2). In: Christ in der Gegenwart. 52. Jahrgang, 2000, S. 45f.
- Mose: ein Christus-Symbol. Wege zu einer biblischen Gestalt (3). In: Christ in der Gegenwart. 52. Jahrgang, 2000, S. 53f.
- Einführung in das Denken C. G. Jungs. In: Christ in der Gegenwart. 52. Jahrgang, 2000, S. 262.
- 80 Jahre Buber-Rosenzweig-Bibel. In: Stimmen der Zeit. 223. Band, 2005, Heft 9, S. 601–612.
- Joseph Bernhart – Grenzgänger zwischen Wissen und Glauben. In: Stimmen der Zeit. 226. Band, 2008, Heft 7, S. 488–490.
- Der andere Guardini. Autobiographisches, Tagebücher, Briefe. In: Stimmen der Zeit. 226. Band, 2008, Heft 10, S. 693–704.
- Konrad Weiß (1880–1940) – ein vergessener Dichter? In: Stimmen der Zeit. 228. Band, 2010, Heft 8, S. 570–573.
- Geistliche Dichtung in der Moderne. Paul Konrad Kurz als Lyriker. In: Stimmen der Zeit. 231. Band, 2013, Heft 4, S. 279–282. Als PDF online verfügbar
- Aus Widerspruch Segen. Wer war Martin Buber? Philosoph, Jude, Humanist, Gottsucher – Eine Erinnerung zum fünfzigsten Todestag am 13. Juni. In: Christ in der Gegenwart. 67. Jahrgang, 2015, S. 269–270.
- Die verheirateten Priester In: Christ in der Gegenwart. 69. Jahrgang, 2017, S. 277.
- Philipp Dessauer (1898-1966). Ein Lehrer des Meditierens, in:Geist und Leben, Jahrgang 93, 2020, S. 135–141.Online

### Podcasts
- Des Menschen Weg: Gewinnen und Verlieren, Leben und Trauern. Das Gilgamesch-Epos, in: Bayern 2, Katholische Welt, Sonntag, 26. November 2017, 08:05 bis 08:30 Uhr   (als Podcast verfügbar)

### Radio-Manuskript
- (Autor), Wolfgang Küpper (Redaktion), Erzählen, Bayerischer Rundfunk, Bayern 2,Donnerstag, 30. Mai 2013, Als PDF online verfügbar

## Mitarbeit bei Projekten
- Wissenschaftliche Tagung: Studientag „Der Mensch zwischen Unheil und Erlösung“ am 25. September 2004 im Caritas-Pirckheimer-Haus (Nürnberg) gemeinsam mit Michael Lackner und Wolfgang Klausnitzer